# Rewind the Film
Rewind the Film è l'undicesimo album discografico in studio del gruppo musicale alternative rock gallese Manic Street Preachers, pubblicato nel settembre 2013.

## Tracce
Testi e musiche di James Dean Bradfield, Nick Jones, Sean Moore eccetto dove indicato.
1. This Sullen Welsh Heart (feat. Lucy Rose) – 4:13
2. Show Me the Wonder – 3:19
3. Rewind the Film (feat. Richard Hawley) – 6:37 (Bradfield, Moore, Jones, David Axelrod)
4. Builder of Routines – 2:29
5. 4 Lonely Roads (feat. Cate Le Bon) – 2:55
6. (I Miss the) Tokyo Skyline – 3:47
7. Anthem for a Lost Cause – 3:53
8. As Holy as the Soil (That Buries Your Skin) – 3:21
9. 3 Ways to See Despair – 3:17
10. Running Out of Fantasy – 4:10
11. Manorbier – 4:32
12. 30-Year War – 5:08

## Gruppo
- James Dean Bradfield - voce, chitarra
- Nicky Wire - basso, voce
- Sean Moore - batteria

## Classifiche
- Official Albums Chart - #4[1]